# 'Etuate Lavulavu
'Etuate Lavulavu es un político tongano. Ocupó un escaño en la Asamblea Legislativa, desde el 2002 hasta 2005.  

## Biografía

### Educación
Se graduó con una Licenciatura en letras de la Universidad Brigham Young de Hawái, seguida de una Maestría en letras de la Universidad Brigham Young en Utah.

### Carrera política
Fue elegido por primera vez a la Asamblea Legislativa en las elecciones de 2002. 
En 2003, Lavulavu se disculpó con la Cámara de Representantes luego de un altercado con su compañero parlamentario, ʻAkilisi Pohiva. En 2004 fue suspendido del Parlamento por tres días por interrumpir los procedimientos de la Cámara.
En las elecciones generales de noviembre de 2010, se presentó en el distrito electoral de Vavaʻu 14. Obtuvo 540 votos (22.7%), pero perdió su escaño ante Lisiate 'Akolo, quien obtuvo 665 (28%).
El 29 de enero de 2016, Lavulavu fue declarado culpable de soborno por la Corte Suprema por construir carreteras como parte de su campaña electoral de 2014 y proporcionar incentivos a los votantes. También se descubrió que había violado los límites de gastos de la elección, y su elección fue declarada nula. Su esposa, 'Akosita Lavulavu, ganó la elección resultante.
Perdió su escaño en 2005, pero fue reelegido en las elecciones de 2008. Un artículo de Deseret publicó los informes de 2003 de sus asignaciones criminales en las que supuestamente se le concedió la libertad bajo fianza. Archivado el 22 de octubre de 2016 en Wayback Machine. No hay registros de que haya completado un programa de maestría.

## Causas judiciales
Cargo fraudulento
Afirmó públicamente que tenía un doctorado de la Universidad de Edenvale, y comenzó a referirse a sí mismo como "profesor"  pero se comprobó que esto era falso, y la institución fue reconocida como una estafa que vende certificados fraudulentos de educación superior en línea.
Estafa de inmigración
Cuando desempeñaba su cargo en la Asamblea Legislativa fue arrestado en Utah, Estados Unidos. En octubre de 2003 por una estafa de inmigración y más tarde fue condenado en 2004, aunque había estado huyendo de la ley desde que se presentaron 26 cargos por delito grave en su contra en 1997.
Arresto y sentencia
El 3 de marzo de 2018, Lavulavu y su esposa fueron arrestados por cargos de fraude derivados de su gestión en el Instituto Real de Tonga 'Unuaki' o Tonga durante 2016. El 2 de julio de 2021, la ambos fueron condenados a seis años de prisión por la Corte Suprema.